# Syalagadi
Syalagadi – gaun wikas samiti w zachodniej części Nepalu w strefie Rapti w dystrykcie Rukum. Według nepalskiego spisu powszechnego z 2001 roku liczył on 658 gospodarstw domowych i 3748 mieszkańców (1731 kobiet i 2017 mężczyzn).